# Taymur dell'Oman
Taymūr bin Fayṣal (in arabo تيمور بن فيصل بن تركي‎?; Mascate, 1886 – Bombay, 28 gennaio 1965) è stato sultano di Mascate e Oman dal 1913 al 1932.

## Biografia
Taymūr bin Fayṣal nacque a Mascate nel 1886 ed era figlio del sultano Faysal bin Turki e di sua moglie Sayyida Aliya bint Thuwaini Al-Sa'id.
Venne educato privatamente.
Il 5 ottobre 1913, il giorno dopo la morte del padre, fu proclamato sultano. Il 15 dello stesso mese venne investito del titolo a Mascate.
Quando assunse la sovranità sul paese, ereditò un paese in difficoltà a causa dell'elevato debito pubblico e di una diffusa ribellione tra le tribù. Tra il 1915 e il 1920 le forze del sultano furono aiutate dal sostegno finanziario e materiale dei britannici nella lotta contro le tribù ribelli, garantendo un'adeguata resistenza ma non una vittoria totale. Si generò una situazione inquieta, né di guerra né di pace, con il sultano che controllava Mascate e le città costiere (l'ex sultanato di Mascate) e l'imam che governava l'interno (l'imamato di Oman). Questa situazione venne tacitamente codificata nel trattato di As Sib del 1920, mediato dall'agente politico britannico a Mascate. Il trattato venne firmato dal sultano e dal rappresentante delle tribù, lo sceicco Isa bin Salih al-Harthi, capo della tribù al-Harth.
In cambio della piena autonomia, le tribù dell'interno si impegnarono a cessare di attaccare la costa. Il trattato di As Sib era, di fatto, un accordo di spartizione tra Mascate e l'Oman, che soddisfaceva l'interesse del Regno Unito a preservare il suo potere attraverso l'ufficio del sultano senza inviare truppe nella regione. Il Trattato di As Sib assicurò la quiescenza politica tra Mascate e Oman che durò fino agli anni '50, quando la scoperta del petrolio nelle regioni dell'interno avviò nuovamente il conflitto. In cambio dell'accettazione di una rinuncia alla sua autorità, il sultano ricevette un prestito dal governo dell'India britannica con un periodo di ammortamento di dieci anni, sufficiente per ripagare i suoi debiti con i commercianti.
All'indomani della prima guerra mondiale il commercio dell'Oman si riprese, ma subì una crisi a causa della recessione economica che prevalse nel mondo all'inizio degli anni Trenta. Il sultano fu così costretto a riformare lo stato economico che portò tre esperti egiziani a sviluppare un sistema doganale a Muscat poiché la prima forma del Consiglio dei ministri nella storia dell'Oman era guidata da Nader bin Faisal e presto nominò suo figlio, Sayyid Said, primo ministro dal 1929.
Il 10 febbraio 1932 abdicò in favore del figlio maggiore per motivi finanziari e per le sue condizioni di salute.
Un bollettino del Dipartimento di Stato degli Stati Uniti d'America sul sultanato di Mascate e Oman del febbraio del 1938 descrive la situazione in cui il sultano Sa'id si trovò dopo aver assunto il potere: "Il giovane sultano trovò il paese praticamente in bancarotta e i suoi problemi furono ulteriormente complicati dai disordini tribali e dalla cospirazione di alcuni dei suoi zii, uno dei quali approfittò immediatamente dell'occasione per istituire un regime indipendente. Il sultano affrontò la situazione con risolutezza e in breve tempo lo zio traditore venne sottomesso, i disordini placati e, soprattutto, le finanze statali assunsero una base molto più solida".
Dopo l'abdicazione si trasferì all'estero e visse in Giappone, a Singapore e in India.
Ebbe quattro mogli, due concubine, cinque figli e una figlia.
Morì a Bombay il 28 gennaio 1965 e fu sepolto nel cimitero reale di Mascate.